# Kollbach (Malgersdorf)
Kollbach ist eine Einöde mit sechs Einwohnern (Stand 2012) in der Gemeinde Malgersdorf im niederbayerischen Landkreis Rottal-Inn.

## Geografie
Kollbach ist über die PAN 50 an das bayrische Straßennetz angeschlossen.
Nördlich des Anwesens verläuft die Kollbach.
Auf der Uraufnahme ist das Anwesen als Huber verzeichnet.